# Pseudomethia arida
Pseudomethia arida är en skalbaggsart som beskrevs av Linsley 1937. Pseudomethia arida ingår i släktet Pseudomethia och familjen långhorningar. Inga underarter finns listade i Catalogue of Life.